# Architecture élisabéthaine
L’architecture élisabéthaine désigne couramment la première phase de l’architecture de la Renaissance en Angleterre, et doit son nom à la reine Élisabeth Ire d’Angleterre (qui règne de 1558 à sa mort en 1603), faisant suite au style Tudor. Elle précède le style jacobéen et le Palladianisme introduit par Inigo Jones.

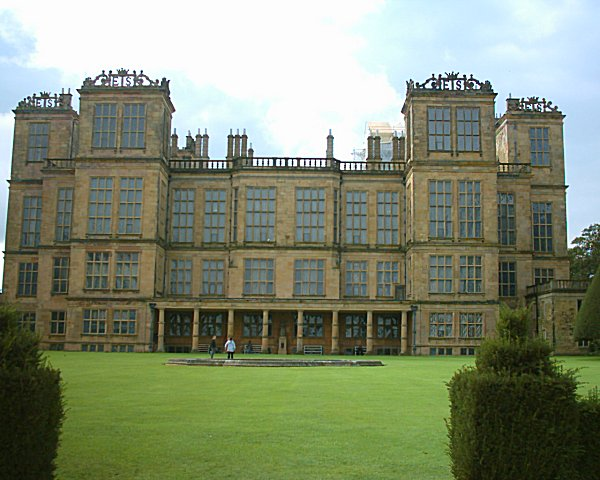
Renaissance anglaise : Hardwick Hall (1590-1597). Les nombreuses fenêtres à meneaux, hautes et étroites, sont typiques de la Renaissance anglaise, alors que la loggia est italienne.

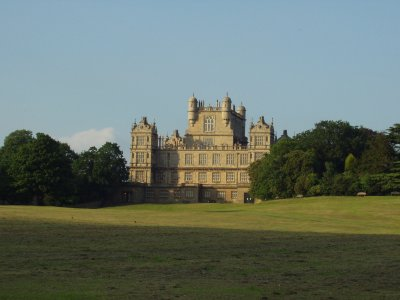
Wollaton Hall, à Nottingham, fut achevé en 1588 par l’architecte élisabéthain Robert Smythson pour le compte de Sir Francis Willoughby.

## Historique
L’architecture Renaissance ne gagna l’Angleterre que sous le règne d’Élisabeth Ire, longtemps après s'être épanouie dans les anciens Pays-Bas où, parmi d'autres motifs originaux, elle s'y enrichit du pignon à volutes et du cuir découpé flamand pour couvrir les murs de motifs géométriques. On retrouve ces deux éléments non seulement sur les tours de Wollaton Hall mais aussi à Montacute House. C'est encore à cette époque que les maisons anglaises adoptèrent le concept italien de salle de réception en galerie. En Angleterre, la Renaissance tend à s'exprimer par de hautes façades carrées comme celle de Longleat House. Souvent, les châteaux comportent des tours symétriques qui rappellent l'architecture militaire médiévale.
Hatfield House, construit entièrement du vivant de Robert Cecil, de 1607 à 1611, est le parfait exemple de la période de transition avec les pignons à créneaux de la période antérieure : on y voit parfaitement les ailes crénelées de style Tudor à chaque extrémité avec leurs fenêtres à meneaux ; mais l'ensemble est symétrique et les deux ailes sont reliées par une façade Renaissance à l'italienne. Cette façade centrale, à l’origine une loggia ouverte, est attribuée à Inigo Jones quoique le porche central accuse une influence jacobéenne que Jones aurait évitée : aussi la paternité de l'œuvre est-elle sujette à caution. À l'intérieur, l'escalier sculpté avec art reflète l'emprise de la Renaissance italienne sur le goût anglais.
Sous les règnes d’Henri VIII et d’Édouard VI, plusieurs artistes italiens apportèrent des motifs décoratifs variés comme en témoignent Hampton Court, Layer Marney Tower (Essex, 1522-1525), Sutton Place (Surrey, 1529), le Palais de Sans-Pareil, etc. Dans les dernières décennies du siècle, les artisans flamands supplantèrent les Italiens : ainsi, le Royal Exchange de Londres (1566-1570) est-il l'un des premiers édifices célèbres conçus par Henri de Paschen, un architecte d’Anvers.

## Principaux architectes
Surveyor ou master mason étaient les termes couramment utilisés en Angleterre afin de désigner les maîtres d’œuvre que l'on qualifie aujourd'hui d'architectes. Si leurs œuvres ont souvent disparu, les archives conservent encore de nombreux dessins ou gravures attachés aux projets de ces représentants de l'architecture élisabéthaine (seules sont citées des œuvres ayant subsisté) :
- Robert Smythson (1535–1614). Œuvres : Longleat, Hardwick Hall. Également attribuées : Wollaton Hall, Burton Agnes Hall
- Robert Adams (1540–1595). Aucune de ses œuvres n'a survécu. Subsistent dessins et gravures.
- John Thorpe ou Thorp (circa 1565–1655). Œuvres : Charlton House, Wadham College, Oxford, Condover Hall, Holland House
- William Arnold (activité 1595–1637). Œuvres : Montacute House, Cranborne Manor (en), Longford Castle, château de Dunster
- Simon Basil (activité 1590–1615). Œuvre : Hatfield House (partiellement)
- Robert Lyminge (activité 1607–1628). Œuvres : Blickling Hall, Hatfield House (partiellement)